# Lizaveta Kuzmenka
Lizaveta Kuzmenka (Wit-Russisch: Лізавета Кузьменка) (Sint-Petersburg, 18 april 1987) is een Wit-Russische voormalig alpineskiester. Ze nam eenmaal deel aan de Olympische Winterspelen, maar behaalde geen medaille. 

## Carrière
Kuzmenka nam nooit deel aan een wereldbekerwedstrijd.
Op de Olympische Winterspelen 2010 in Vancouver was een 54e plaats op de reuzenslalom haar beste resultaat.

## Resultaten

### Wereldkampioenschappen
| Jaar | Plaats      | Resultaten                                |
| ---- | ----------- | ----------------------------------------- |
| 2009 | Val d'Isère | 30e Super G DNF1 Reuzenslalom DNF1 Slalom |

### Olympische Spelen
| Jaar | Plaats    | Resultaten                   |
| ---- | --------- | ---------------------------- |
| 2010 | Vancouver | 54e Reuzenslalom DNF2 Slalom |